# 王华 (1954年)
王华（1954年—），男，汉族，贵州关岭人，中华人民共和国政治人物，中国共产党党员，曾任四川省农村信用社联合社理事长，第十一届全国人民代表大会四川地区代表。

## 生平
毕业于四川省委党校现代管理专业。2008年起担任全国人大代表。